# ابن الشحنة
ابن الشِّحْنة (749 ه‍ - 815 ه‍ / 1348 - 1412 م)  هو فقيه ومؤرخ عربي من أبناء حلب.هو  محمد بن محمد بن محمد بن محمود بن غازي، الحلبي الحنفي، المعروف بابن الشحنة، محب الدين، أبي وليد، الفقيه الأصولي، الناظم، النحوي، المؤرخ، وتولى قضاء الحنفية بحلب ثم بدمشق، ولد سنة :749هـ، سمع من: عبد الواحد ابن عبد الوهاب، وإبراهيم بن الحسن الرهاوي، وغيرهما، وسمع منه : اخوه عبد الرحمن، وابنه محمد، وغيرهما، من مصنفاته : الرحلة القسرية بالديار المصرية، والمسائل الشريفة في أدلة ابي حنيفة، وغيرهما.

## اسمه
هو محب الدين محمد بن محمد بن محمود، أبو الوليد، ابن الشحنة الحلبي. ولي القضاء بحلب عدة مرات، واستقضي بدمشق والقاهرة.

## نبذة
هو العلامة الفقيه المحدث القاضي الشاعر الأديب قاضي القضاة محبُّ الدّين أبو الوليد محمد بن محمد بن محمود بن غازي ابن أيوب بن الشِّحنة محمود، والشِّحنة جدُّه الأعلى محمود، الشهير بابن الشِّحنة التُّركي الأصل الحلبي الحنفي، وأسرة آل الشحنة المشهورين بحلب من قبيلة ثقيف، وظهر منهم علماء أجلاء. ولد أبو الوليد سنة 749هـ، وحفظ القرآن العظيم وعدة متون، وتفقَّه وبرع في الفقه، والأصول، والنحو، والأدب، وأفتى ودرّس، وتولى قضاء قضاة الحنفية بحلب، ثم دمشق، إلى أن قبض عليه الظَّاهر برقوق، وقدم به إلى القاهرة، ثم أُفرِجَ عنه ورجع إلى حلب، فأقام بها إلى أن قبض عليه الملك الناصر فرج سنة 813 هـ لقيامه مع جماعةٍ على الناصر، ثم أفرج عنه فقدمَ القاهرة، ثم عاد إلى دمشق بصحبة الملك الناصر سنة أربع عشرة، فلما انكسر الناصر وحوصر بدمشق ولَّاه قضاء الحنفية بالقاهرة، فلم يتمَّ؛ لأنه لما أزيلت دولة الناصر أعيد ابن العديم لقضاء الدِّيار المصرية، واستقرَّ ابن الشِّحنة في قضاء حلب ودرس بدمشق. قال ابن حجر: "كان كثير الدعوى والاستحضار، عالي الهمَّة، وعمل تاريخًا لطيفًا فيه أوهام عديدة، وله نظم فائق وخط رائق" له ألفية رجز تشتمل على عشرة علوم، وألفية اختصر فيها منظومة النَّسَفي وضم إليها مذهب أحمد. وله تآليف أخرى في الفقه، والأصول، والتفسير. توفي بحلب يوم الجمعة ثاني عشر ربيع الآخر. ومحب الدين هو والد أبي الفضل.

## حياته
وُلد في حلب عام 749 هـ / 1348م، وهو من أصل تركي. وبما أن جده الأكبر حسام الدين محمود كان شيخاً لحلب حوالي عام 616 هـ / 1219م في عهد السلطان الملك العزيز غياث الدين الأيوبي، فقد عُرف أفراد أسرته فيما بعد باسم ابن الشحنة. وكان أبو الوليد ابن الشحنة والد أبي الفضل كمال الدين أبو الفضل كمال الدين سيد الحنفية في حلب (روضة المناظر، ص 289). أما أخوه عبد الرحمن فقد كان في البداية قاضيًا حنفيًا في حماة، وبعد تحوله إلى المذهب المالكي، وعُيِّن قاضيًا للمالكية في حلب.
تلقى أبو الوليد، الذي لُقِّبَ بابن الشِّحنة الكبير لتمييزه عن ابنه أبي الفضل محمد، دروسه الأولى على والده في حلب. فحفظ القرآن والعديد من المتون في مختلف العلوم. بعد ذلك، واصل تعليمه في دمشق والقاهرة وتثقف في مختلف المجالات، وخاصة الفقه والأدب. وفي شبابه تلقى الإفتاء والإجازات على أستاذيه شرف الدين ابن منصور قاضي القاهرة، وأمين الدين محمد بن علي الأنفي قاضي حلب. وفي عام 777 هـ / 1375م، سافر إلى القاهرة مرة أخرى وذاع صيته في الأوساط العلمية. وفي العام التالي، وبمشورة من عمر بن رسْلان البُلْقِينيّ وأكمل الدين البابطي، عُيِّن قاضيًا لحلب ومُدرِّسًا للمدرسة الحلبية بدلًا من جمال الدين ابن العديم الذي عزله السلطان الملك الأشرف شعبان. وَتَنَقَّلَ هَذَا الْمَنْصِبُ بَيْنَهُ وَبَيْنَ ابْنِ الْعَادِلِ عَلَى فَتَرَاتٍ يَسِيرَةٍ. وبعد وفاة ابن العديم في عام 787 هـ / 1385م عُيِّن قاضيًا بحلب للمرة الرابعة، ثم عُزل من هذا المنصب مرتين وأعيد إلى منصبه. ولما وصل برقوق إلى حلب أراد أن يعزله ويقتله لأنه كان يؤيد يلبغا الناصري الذي ثار على السلطان برقوق، ولكن بعد تدخل جمال الدين محمود بن علي استسلم، وصودرت أملاكه وأجبر على الإقامة في القاهرة (28 جمادي الأولى 793هـ / 3 مايو 1391م). وأقام في بيت جمال الدين محمود في القاهرة وتلقى منه دعمًا كبيرًا، ثم عاد إلى القاهرة. وبعد ثلاث سنوات عاد إلى حلب للتدريس وتأليف الكتب، ثم عاد قاضياً مرة أخرى في أول زيارة الملك الناصر الفرج إلى حلب 802 هـ / 1400م. وظل في هذا المنصب إلى أن أعلن نائب حلب الحاكم بأمر الله سلطانه بلقب الملك العادل 809هـ / 1407م. وفي هذا التمرد وقع ابن الشحنة الذي انحاز إلى جانب الحاكم الذي كان يحترمه كثيراً، في الأسر بعد استيلاء الفرج على حلب، لكنه تمكن من الهرب. ومع ذلك، عفا عنه الفرج وعيّنه قاضيًا على حلب 809هـ / 1407م.
وُلِّيَ ابن الشحنة قضاء دمشق الحنفي من قبل الملك المؤيد شيخ المحمودي الذي استولى على السلطة في دمشق وحارب الفرج، لكنه أُسِرَ في حلب واقتيد إلى دمشق بعد قمع تمرد الشيخ المحمودي (17 جمادى الأخرة القاهرة 812هـ / 27 أكتوبر 1409م)، أحضر أمام أمير نوروز وسجن في القلعة (10 رمضان 813هـ / 6 يناير 1411م). ثم عفا عنه الفرج مرة أخرى وأطلق سراحه مع الأسرى الذين نقلوا إلى القاهرة. وفي القاهرة أقام ابن الشِّحنة علاقة وثيقة مع كاتب السر فتح الله التبريزي في القاهرة، وأصبح أستاذاً في المدرسة الجمالية. وبمرور الوقت اكتسب ثقة فرج واحترامه. وفي عام 814هـ / 1411م، شارك في حاشية الفرج الذي سار إلى دمشق للقتال مع الشيخ المحمودي. وبعد أن خسر الفرج معركة اللجون وذهب إلى دمشق، عيّن ابن الشحنة قاضي مصر الحنفي بدلاً منه عندما انحاز قاضي مصر ناصر الدين ابن العديم إلى الشيخ المحمودي أثناء الحصار (23 محرم 815هـ / 5 مايو 1412م). إلا أن ابن الشحنة لم يتولّ منصبه، ولم يرسل إليه ناظرًا، بل درّس في دمشق. وعندما فقد الفرج السلطة وقُتل، أعيد ابن العديم إلى منصب قاضي القضاة في مصر. وعُيّن ابن الشحنة قاضيًا للإقليم من العريش إلى الفرات من قبل نوروز ناظر دمشق الذي كان يكنّ له احترامًا كبيرًا، لكنه اكتفى بقضاء حلب مسقط رأسه، وتوفي بعد وصوله إليها في حاشية نوروز بفترة وجيزة (12 ربيع الآخر 815 هـ/ 22 يوليو 1412م).

## آثاره
أشهر آثاره كتاب «الأمالي» في الحديث و«نهاية النهاية في شرح الهداية» في الفقه و«روضة المناظر في علم الأوائل والأواخر» في التاريخ.